# 碧泉
碧泉，香港及中國大陸的茶類飲品品牌。品牌在1980年代推出，主要生產及批發旗下的檸檬茶和蜜桃茶飲品。碧泉是由長江和記實業有限公司旗下子公司屈臣氏集團擁有。

## 連結
- 碧泉